# John G. Collier
John Gordon Collier FRS (22 de enero de 1935-18 de noviembre de 1995) fue un ingeniero químico y administrador británico, particularmente asociado con la producción de electricidad con energía nuclear. Comenzó como aprendiz en la United Kingdom Atomic Energy Authority (UKAEA) de Harwell y llegó a ser su presidente.

## Vida
Collier nació el 22 de enero de 1935 en Streatham, Londres, y fue a la escuela St Paul's School (Londres) antes de unirse a la UKAEA como aprendiz. Estudio medio tiempo para los Un-niveles, luego fue a la University College de Londres donde se graduó como el primero de su clase en ingeniería química en 1956.
Regreso a UKAEA Harwell, y se casó con una secretaria del establecimiento, Ellen Mitchell (1935-1998), en 1956. Tuvieron dos niños, Clare y John Douglas. Murió en Sheepscombe, Gloucestershire el 18 de noviembre de 1995.

## Trabajo
Salió de la UKAEA en 1962 para trabajar en la industria de energía nuclear en Canadá y el Reino Unido, pero volvió para dirigir su división de ingeniería química en 1966, luego se convirtió en el jefe de seguridad y fiabilidad. Durante este tiempo publique un libro Convective Boiling and Condensation (1972) que se convirtió en una referencia estándar. En 1983 se convirtió en el director general de la Central Electricity Generating Board CEGB, pero regreso a UKAEA como vicepresidente en 1986 y presidente en 1987. Tras la ruptura CEGB y muerte de Señor Walter Marshall (incongruencia: la entrada encima Walter Marshall dice que muera en 1996 - es decir, después de que Collier muerte), en 1990 se convirtió en el primer presidente de la Nuclear Electric en Barnwood y fue responsable de la creación de Sizewell B, el primer reactor de agua presurizada de Gran Bretaña.

## Honores
Fue miembro de la Royal Academy of Engineering (RAE) (1988) y un miembro de la Royal Society (1990), y recibió doctorados honorarios de parte de la Cranfield University y de la University of Bristol.
En 1995 tomó el cargo como presidente de la Institución de Ingenieros Químicos (IChemE), pero murió el mismo año, cuando aun era presidente de la institución. En conmemoración, la medalla John Collier es otorgada cada dos años por la RAE, IChemQ y Royal Society.

## Publicación notable
- J. G. Collier (1972) Convective Hirviendo y Condensación (McGraw-Cerro, Londres)
- J. G. Collier Y J. R. Thorne (1996) Convective Hirviendo y Condensación 3.ª edición (Oxford Prensa Universitaria)ISBN 978-0-19-856296-2